# Königstein (Namibia)
Der Königstein ist mit einer Höhe von 2573 m der höchste Gipfel des Brandbergmassivs und der höchste Berg in Namibia. Das Brandbergmassiv ist ein durch Erosion freigelegter Pluton. 
Der Ausgangspunkt für eine Besteigung des Gipfels liegt auf 700 Metern, etwa zwei Stunden von der letzten Ortschaft entfernt. Bis zum Gipfel sind rund 1900 Höhenmeter zu überwinden.
Bei der Erstbesteigung  des Königstein – am 2. Januar 1918 – entdeckte Reinhard Maack am 4. Januar 1918 in der Tsisab-Schlucht, unweit des Königstein, die Weiße Dame (englisch White Lady).